# Abertura Réti
Abertura Réti (ECO A04-A09), também conhecida como Abertura Zuckertort-Réti, é uma abertura hipermoderna de xadrez caracterizado pelo lance:
1.Nf3
Sendo popularmente conhecido pelo conjunto de lances (A-09):
1.Nf3 d5
2.c4
O livro de aberturas do site chess.com diverge com a seguinte linha.
1.Cf3 Cf6 2.b3 d5 3.e3 c5 4.Bb2

## Características
Esta abertura recebeu este nome por causa do enxadrista Richard Réti, que a usou em muitos torneios de xadrez, inclusive quebrando uma invencibilidade de oito anos de Capablanca.
Segundo o teórico e autor brasileiro Orfeu D'Agostini em seu Xadrez Básico:
| “ | É o modernismo em seu mais alto grau. Visa, inicialmente, controle em lugar de posse do centro. Sua ideia básica, porém, é ocupar o centro em momento apropriado, isto é, quando for diretamente favorável às Brancas. Encoraja, também, o avanço dos Peões centrais das Pretas, para, depois, atacá-los, criando-lhes, assim, fraquezas irremediáveis. O "fianchetto" é a característica desta abertura. | ” |

## Principais respostas
As principais respostas das pretas após 2.c4 são:
- 2. … dxc4 — Captura do peão;
- 2. … e6 — Proteção do centro;
- 2. … c6 — Proteção do centro;
- 2. … d4 — Avanço do peão.

## Sistema Réti
Se a Abertura Réti segue evoluindo para o fianqueto de ambos os bispos das brancas, então ele se configura no Sistema Réti, com a mesma estratégia de ignorar os lances negros iniciais adotada pelo Sistema Colle e pelo Ataque Índio do Rei, sendo este último igualmente um sistema de abertura das brancas.